# Pomnik Fryderyka Chopina w Parku Południowym we Wrocławiu
Pomnik Fryderyka Chopina we Wrocławiu – pomnik znajdujący się we Wrocławiu w Parku Południowym, został wzniesiony dla upamiętnienia pobytów i występu Fryderyka Chopina we Wrocławiu (koncert publiczny w 1830 roku). Autorem rzeźby jest Jan Kucz. Pomnik został odsłonięty 5 września 2004 roku.